# 韋爾杜拉河
韋爾杜拉河是意大利的河流，位於西西里島南部，河道全長53公里，流域面積422平方公里，發源自法瓦拉，最終在夏卡和里貝拉之間注入西西里海峽。
37°28′N 13°12′E / 37.467°N 13.200°E